# Абу Зура ар-Рази
Абу́ Зу́р’а Убайд-ал-Ла́х ибн А́бду-ль-Кари́м ар-Ра́зи, также известен как Абу Зура аль-Кабир и Абу Зура ар-Рази (араб. أبو زرعة الرازي‎;
815—816, 809—810, Рей — 878, Рей) — мусульманский учёный, знаток хадисов родом из Рея (северный Иран). Абу Зура ар-Рази был родственником другого известного мухаддиса Абу Хатима ар-Рази (Мухаммад ибн Идрис). Не следует путать с Абу Зурой Ахмадом ибн Хусейном ар-Рази (именуется как ас-Сагир или аль-Мутавассит).

## Биография
Его полное имя: Абу Зура Убайдуллах ибн Абдуль-Карим ибн Язид ибн Фарух ар-Рази. Он родился в городе Рей в 200 году по мусульманскому календарю (согласно своим словам) или в 190 г.х. (согласно Ибн Касиру в «аль-Бидая уа-н-нихая»). Его нисба «ар-Рази» происходит от названия его родного города с дополнением в виде буквы «з» (как и у аль-Марвази, который был родом из Мерва).
Согласно Абу Хатиму Абу Зура обучался в разное время у Ахмада ибн Ханбаля, Абу Нуайма аль-Исфахани и у многих других. Абу Зура в поисках знаний путешествовал в Хиджаз, Шам, Египет, Ирак, Джазиру, Хорасан и другие центры мусульманского просвещения.
От него передавали хадисы Абу Хатим ар-Рази, Муслим ибн аль-Хаджжадж, Абу Бакр ибн Абу Давуд, Абу Авана аль-Исфараини и другие прославленные мухаддисы того времени.
Абу Зура говорил о себе:

Я записал от Ибрахима ибн Мусы ар-Рази сто тысяч хадисов, от Абу Бакра ибн Абу Шейбы сто тысяч хадисов и сказал ему: «Сможешь ли ты продиктовать мне наизусть тысячу хадисов?». Он ответил: «Нет, но если мне их продиктуют, то я узнаю их».
Оригинальный текст (ар.)قال صالح بن محمد جزرة : سمعت أبا زرعة يقول : كتبت عن إبراهيم بن موسى الرازي مائة ألف حديث ، وعن أبي بكر بن أبي شيبة مائة ألف فقلت له : بلغني أنك تحفظ مائة ألف حديث ، تقدر أن تملي علي ألف حديث من حفظ ؟ قال : لا ، ولكن إذا ألقي علي عرفت .

Мухаммад ибн Исхак ибн Манда передаёт от Абуль-Аббаса Мухаммада ибн Джафара ибн Хамкавейхи, что:

Абу Зуру спросили: «один человек поклялся при разводе: „Абу Зура может запомнить двести тысяч хадисов“. Правда ли это?». Он ответил: «Нет», потом сказал: «Я запоминаю двести тысяч хадисов, как простой человек запоминает „Скажи: Он Бог Единый“, а если заучивать, то (могу выучить) триста тысяч хадисов».
Оригинальный текст (ар.)قال أبو عبد الله بن منده الحافظ : سمع أبا العباس محمد بن جعفر بن حمكويه بالري يقول : سئل أبو زرعة عن رجل حلف بالطلاق : أن أبا زرعة يحفظ مائتي ألف حديث هل حنث ؟ فقال : لا . ثم قال أبو زرعة : أحفظ مائتي ألف حديث ، كما يحفظ الإنسان : قُلْ هُوَ اللَّهُ أَحَدٌ وفي المذاكرة ثلاث مائة ألف حديث .

Память Абу Зуры поражала его современников, вплоть до того, что Ибн Абу Шейба говорил: «Не видел я более способного к заучиванию, чем Абу Зура».
Абу Зура скончался в 264 году хиджры в понедельник в последний день года (согласно аз-Захаби, Ибн Касиру и Ибн Абу Яле) или в 268 г.х. (согласно Ибн Хаджару в «Тахзиб ат-тахзиб»).

## Воззрения
- Ибн Абу Хатим сказал, что спросил своего отца (Абу Хатим ар-Рази) и Абу Зуру о мазхабах приверженцев Сунны в основах религии, на что они ответили:

Мы застали улемов во всех городах и из их мазхаба было то, что Аллах на своём Троне, отдельно от Своих творений, как Он описал самого себя, без вопрошания: «Как?», Он охватил всё Своим Знанием.
Оригинальный текст (ар.)أنبأنا أحمد بن سلامة عن يحيى بن نوش ، أخبرنا أبو طالب بن يوسف ، أخبرنا أبو إسحاق البرمكي ، أخبرنا علي بن عبد العزيز ، حدثنا عبد الرحمن بن أبي حاتم ، قال : سألت أبي وأبا زرعة عن مذاهب أهل السنة في أصول الدين ، فقالا : أدركنا العلماء في جميع الأمصار ، فكان من مذهبهم أن الله على عرشه بائن من خلقه ، كما وصف نفسه ، بلا كيف ، أحاط بكل شيء علما .